# Kobylinek (Mazovie)
Pour les articles homonymes, voir Kobylinek.
Kobylinek (prononciation : [kɔbɨˈlinɛk]) est un village polonais de la gmina de Płoniawy-Bramura dans le powiat de Maków de la voïvodie de Mazovie dans le centre-est de la Pologne.
Il se situe à environ 8 kilomètres au sud de Płoniawy-Bramura (siège de la gmina), 7 kilomètres au nord-ouest de Maków Mazowiecki (siège du powiat) et à 79 kilomètres au nord de Varsovie (capitale de la Pologne).
Le village possède une population de 161 habitants en 2006.

## Histoire
De 1975 à 1998, le village appartenait administrativement à la voïvodie d'Ostrołęka.